# سوبر 8 (فلم)
سوبر 8 هو فيلم خيال علمي أمريكي عرض في يونيو 2011 , كتبه وأخرجه جاي جاي أبرامز، الفيلم بطولة أماندا ميشالكا، إيل فانينغ وكايل تشاندلر. تدور قصة الفيلم عن مجموعة من الأولاد يصورون فيلمهم عند محطة قطار ويقع حادث هناك، وبعدها يظهر مخلوق غريب ويدمر المدينة.

## القصة
تتحدث قصة الفيلم حول مجموعة من الأطفال في صيف 1979 حينما كانو يصورون لفيلم سوبر 8 يشهدون تحطم قطار بشكل غامض. وقريبا مايكتشفون أن ذلك الحادث لم يكن مجرد صدفة. حين مجموعة من الحوادث الغريبة بدأت تحدث في بلدة أوهيوا. بعد ذلك يعقدون عزمهم لاكتشاف ما يحدث وكشف الحقيقة لكن سرعان ما سيكتشفون حقيقة مرعبة أكثر من أن يتخيلها أي واحد منهم.
عند تحطم القطار الذي شاهده الأطفال حينما كانو يصورون فيلمهم عن الزومبي. خرج منه شيء لم يكن بالحسبان، كارثة عظمى خلفها الجيش الأمريكي، حيث يتبين أن هناك عالم أحياء حاول الإفراج عن شيء خارق للطبيعة نوع آخر من المخلوقات الذي على ما يبدو من النوع الطيب، لكنه ليس كل شيء متسامح عندما يكون يحاول النجاة. حيث يحاول ذلك المخلوق العودة لوطنه.

## فريق العمل
- جويل كورتني في دور جوزيف «جو» لامب
- كايل تشاندلر في دور جاكسون لامب
- رون الدارد في دور لويس دينرد
- نوح إمريش في دور العقيد نيليس
- إيل فانينغ في دور أليس دينرد
- بورس جرينوود في دور «كوبر» [6]
- رايلي غريفيث في دور تشارلز كازنيك
- مايكل هيتشكوك
- رايان لي في دور كاري
- غابرييل باسو في دور مارتن
- جلين تورمان الدكتور وودوارد

## وصلات خارجية
- الموقع الرسمي
- سوبر 8 على موقع IMDb (الإنجليزية)
- سوبر 8 على موقع ميتاكريتيك (الإنجليزية)
- سوبر 8 على موقع الموسوعة البريطانية (الإنجليزية)
- سوبر 8 على موقع روتن توميتوز (الإنجليزية)
- سوبر 8 على موقع نتفليكس (الإنجليزية)
- سوبر 8 على موقع قاعدة بيانات الأفلام العربية
- سوبر 8 على موقع ألو سيني (الفرنسية)
- سوبر 8 على موقع Turner Classic Movies (الإنجليزية)
- سوبر 8 على موقع أول موفي (الإنجليزية)
- سوبر 8 على موقع بوكس أوفيس موجو (الإنجليزية)